# Podgórze (Zgorzelec)
Pour les articles homonymes, voir Podgórze.
Podgórze est une localité polonaise de la gmina de Sulików, située dans le powiat de Zgorzelec en voïvodie de Basse-Silésie.